# Scarus chameleon
Scarus chameleon és una espècie de peix de la família dels escàrids i de l'ordre dels perciformes.

## Morfologia
Els mascles poden assolir els 31 cm de longitud total.

## Distribució geogràfica
Es troba des de l'Illa Christmas i Austràlia Occidental fins a Fidji i les Illes Ryukyu.